# Blind Hughie
Blind Hughie, eller med ett försvenskat namn, Blinda Hugo, är ett sällskapsspel, där vinst och förlust helt avgörs av slumpen. Spelet hör till kategorin dominospel.
2–4 spelare kan delta, och en uppsättning med 28 brickor (0–6 ögon) används. Brickorna fördelas mellan spelarna så att får lika många (vid spel på tre blir en bricka över). Spelarna får inte titta på sina brickor, men ordnar dem framför sig i en lång rad med baksidorna uppåt. Spelet inleds med att den spelare som är först i tur vänder på den första brickan i sin rad och lägger ut den; vid spel på tre börjar man i stället med att lägga ut den överblivna brickan.
Spelarna ska därefter i tur och ordning vända upp den bricka som ligger först i den egna raden och, om det går, lägga ut den efter samma regler som i traditionell domino. Passar inte den uppvända brickan lägger man den sist i sin rad med baksidan uppåt, och turen går vidare till nästa spelare. Den spelare som först blivit av med alla sina brickor vinner spelet. Om spelet låser sig vinner den som har minsta sammanlagda antalet ögon på sina återstående brickor.